# Spelunke
Spelunke ist die etwas verächtliche Bezeichnung für eine schlechte, verrufene Kneipe.

## Begriff
Das Wort Spelunke stammt von dem lateinischen spelunca bzw. dem griechischen spḗlygx (für Höhle). So nannten beispielsweise Römer der Spätantike die Mithräen – unterirdisch angelegte Tempel des Mithras-Kultes.
In Pierers Universal-Lexikon von 1863 ist Spelunke ein „schmutziger, unansehnlicher Ort, wo sich gemeine Leute versammeln“ und Meyers Großes Konversations-Lexikon von 1909 gibt an, der Begriff bedeute eine „höhlenartige, dunkle, versteckte Räumlichkeit“.

## Beschreibung
Da der Gebrauch des Wortes „Spelunke“ sehr subjektiv ausfällt, kann hier nur allgemein ein derartiges Lokal aufgezeigt werden, wie es häufig in der Literatur beschrieben wird. Danach findet man Spelunken meist in übel beleumdeten Stadtteilen, oft in Hafengebieten oder Vergnügungsvierteln großer Städte. Nicht zwangsläufig, aber oft, führen Treppen in das im Untergeschoss befindliche Lokal. Die Beleuchtung ist düster, die Decke niedrig, das Mobiliar alt und abgenutzt. Die Luft erscheint stickig und ist meist total verraucht. Die Klientel dieser Kneipen besteht häufig aus zwielichtigen Personen. Die Getränke sind nicht teuer, dennoch kann der unbedarfte Gast übervorteilt werden.
Der Service in Spelunken lässt zu wünschen übrig, das Ambiente ist oft schmutzig und wenig einladend. Neuankömmlinge werden misstrauisch von anderen Gästen beäugt und taxiert. Halbwelt und Kleinkriminelle bilden oft die Stammgäste.
In alten Zeiten – und da liegt schließlich die Herkunft des Wortes – konnte ein Besuch in einer Spelunke durchaus lebensbedrohliche Folgen haben. Zum einen gab es immer wieder Versuche, Personen zu schanghaien (im 18. und 19. Jahrhundert), zum anderen wurden sie in vielen Fällen auch einfach betrunken gemacht und danach ausgeraubt. Dass es sich dabei nicht nur um rein literarisch relevante Berichte handelt, zeigen tatsächliche Erlebnisberichte aus dem Mittelalter, von denen späte Varianten wie Das Wirtshaus im Spessart nur noch eine blasse Vorstellung der tatsächlichen Zustände geben.

## Lieder zur Spelunke
- Wir saßen in Johnnys Spelunke ist ein Lied, das häufig von der bündischen Jugend und später auch von den Edelweißpiraten gesungen wurde. Ursprünglich war es ein Schlager, der unter dem Titel Sie saßen in Bobbys Spelunke etwa 1932 entstanden war. 1933 verbreitete sich das Lied in zahlreichen Textvarianten. Eine beginnt mit den Worten:

Wir saßen in Johnnys Spelunke
bei Kartenspiel und Schnaps.
Jim Baker, der braune Halunke
und Dong, der gelbe Japs….
Werle & Stankowski machten im Rahmen des Edelweißpiraten-Projekts im Jahr 2004 ein Remake des Liedes Wir saßen in Johnnys Spelunke. Es wurde auf der Compilation Es war in Shanghai veröffentlicht.
- Trude Herr sang in den 1960er Jahren den Schlagertitel In der Spelunke „Zur alten Unke“.
- Die als Spelunken-Jenny von Bertolt Brecht so bezeichnete Rolle in der Dreigroschenoper spielte und sang erstmals Lotte Lenya.
- Im Text des Liedes Karamba, Karacho, ein Whisky von Heino aus dem Jahr 1969 ist mehrfach die Rede von „Don Fillipo, dem alten Spelunkenwirt“.
- Der Inhalt des Songs Honky Tonk Woman der Rolling Stones, aus dem Jahr 1969, der als Spelunkenfrau übersetzt werden kann, handelt von solchen.
- Im Lied Mitten aus dem Leben der deutschen Country-Band Truck Stop wird von „einsamen Mädchen in verräucherten Vorstadtspelunken“ geredet.

## Goethe und Spelunke
Johann Wolfgang von Goethe schrieb als Epigramm Nummer 69 in seinem als Epigramme. Venedig 1790 verfassten Gedichtband zur Spelunke:
Was Spelunke nun sei, verlangt ihr zu wissen? Da wird ja
Fast zum Lexikon dies epigrammatische Buch.
Dunkele Häuser sind's in engen Gäßchen; zum Kaffee
Führt dich die Schöne, und sie zeigt sich geschäftig, nicht du.

## Andere Bedeutungen
- Spelunke  ist auch der Name eines Gedächtnisspiels von Uwe Rosenberg, bei dem jeweils zwei Charaktere gesucht werden, die sich vertragen. Es handelt sich um ein Kartenspiel und wurde erstmals bei Lookout Games veröffentlicht.
- Halunken und Spelunken ist der Name eines Brettspiels von Alex Randolph, welches beim Kosmos-Verlag erschien.
- Spelunke in vivo wird das alljährliche Quartierfestival in Gattikon in der Schweiz bezeichnet.
- 1929 drehte der österreichische Regisseur E. W. Emo einen Stummfilm mit dem Titel „Spelunke“ mit Paul Otto (siehe auch hier).
- In Bad Pyrmont gibt es einen Spelunkenturm.